# MID1
MID1 (англ. Midline 1) – білок, який кодується однойменним геном, розташованим у людей на X-хромосомі. Довжина поліпептидного ланцюга білка становить 667 амінокислот, а молекулярна маса — 75 251.
| 10         |  | 20         |  | 30         |  | 40         |  | 50         |
| ---------- |  | ---------- |  | ---------- |  | ---------- |  | ---------- |
| METLESELTC |  | PICLELFEDP |  | LLLPCAHSLC |  | FNCAHRILVS |  | HCATNESVES |
| ITAFQCPTCR |  | HVITLSQRGL |  | DGLKRNVTLQ |  | NIIDRFQKAS |  | VSGPNSPSET |
| RRERAFDANT |  | MTSAEKVLCQ |  | FCDQDPAQDA |  | VKTCVTCEVS |  | YCDECLKATH |
| PNKKPFTGHR |  | LIEPIPDSHI |  | RGLMCLEHED |  | EKVNMYCVTD |  | DQLICALCKL |
| VGRHRDHQVA |  | ALSERYDKLK |  | QNLESNLTNL |  | IKRNTELETL |  | LAKLIQTCQH |
| VEVNASRQEA |  | KLTEECDLLI |  | EIIQQRRQII |  | GTKIKEGKVM |  | RLRKLAQQIA |
| NCKQCIERSA |  | SLISQAEHSL |  | KENDHARFLQ |  | TAKNITERVS |  | MATASSQVLI |
| PEINLNDTFD |  | TFALDFSREK |  | KLLECLDYLT |  | APNPPTIREE |  | LCTASYDTIT |
| VHWTSDDEFS |  | VVSYELQYTI |  | FTGQANVVSL |  | CNSADSWMIV |  | PNIKQNHYTV |
| HGLQSGTKYI |  | FMVKAINQAG |  | SRSSEPGKLK |  | TNSQPFKLDP |  | KSAHRKLKVS |
| HDNLTVERDE |  | SSSKKSHTPE |  | RFTSQGSYGV |  | AGNVFIDSGR |  | HYWEVVISGS |
| TWYAIGLAYK |  | SAPKHEWIGK |  | NSASWALCRC |  | NNNWVVRHNS |  | KEIPIEPAPH |
| LRRVGILLDY |  | DNGSIAFYDA |  | LNSIHLYTFD |  | VAFAQPVCPT |  | FTVWNKCLTI |
| ITGLPIPDHL |  | DCTEQLP    |  |            |  |            |  |            |

A: Аланін

C: Цистеїн

D: Аспарагінова кислота

E: Глутамінова кислота

F: Фенілаланін

G: Гліцин

H: Гістидин

I: Ізолейцин

K: Лізин

L: Лейцин

M: Метіонін

N: Аспарагін

P: Пролін

Q: Глутамін

R: Аргінін

S: Серин

T: Треонін

V: Валін

W: Триптофан

Кодований геном білок за функціями належить до трансфераз, фосфопротеїнів. 
Задіяний у таких біологічних процесах, як убіквітинування білків, альтернативний сплайсинг. 
Білок має сайт для зв'язування з іонами металів, іоном цинку. 
Локалізований у цитоплазмі, цитоскелеті.

## Еволюція
Послідовність гену консервативна в ссавців, за виключенням Mus musculus. У цього виду миші відбулася транслокація гену до псевдоавтосомної ділянки X-хромосоми, що призвело до підвищеної частоти рекомбінації у мейозі, збільшенні помилок та їхньої репарації за принципом спрямованої конверсії генів (англ. biased gene conversion).